# Little Willy
"Little Willy" is een nummer van de Britse band The Sweet. Het verscheen niet op een regulier album van de band, maar werd op 19 mei 1972 uitgebracht als losstaande single.

## Achtergrond
"Little Willy" is, zoals de meeste nummers uit de beginperiode van The Sweet, geschreven door het duo Nicky Chinn en Mike Chapman. Het is geproduceerd door Phil Wainman. In een terugblik op de glitterrock schreef het Amerikaanse tijdschrift Bomp! dat, alhoewel muziekjournalisten het nummer "haatten", het een groot commercieel succes werd en "hielp om de glitterrockformule vorm te geven".
"Little Willy" bereikte de vierde plaats in de Britse UK Singles Chart en werd de grootste hit van de band in de Verenigde Staten, waar het tot de derde plaats in de Billboard Hot 100 kwam. Het werd een nummer 1-hit in Canada, Denemarken en Duitsland en kwam ook in onder meer Finland, Ierland, Nieuw-Zeeland, Noorwegen, Zuid-Afrika en Zwitserland in de top 10 terecht. In Nederland piekte de single op de zevende plaats in de Top 40 en de zesde plaats in de Daverende Dertig, terwijl in Vlaanderen de zevende plaats in een voorloper van de Ultratop 50 gehaald werd.

## Hitnoteringen

### Nederlandse Top 40
| Hitnotering: 27-05-1972 t/m 29-07-1972 | Hitnotering: 27-05-1972 t/m 29-07-1972 | Hitnotering: 27-05-1972 t/m 29-07-1972 | Hitnotering: 27-05-1972 t/m 29-07-1972 | Hitnotering: 27-05-1972 t/m 29-07-1972 | Hitnotering: 27-05-1972 t/m 29-07-1972 | Hitnotering: 27-05-1972 t/m 29-07-1972 | Hitnotering: 27-05-1972 t/m 29-07-1972 | Hitnotering: 27-05-1972 t/m 29-07-1972 | Hitnotering: 27-05-1972 t/m 29-07-1972 | Hitnotering: 27-05-1972 t/m 29-07-1972 | Hitnotering: 27-05-1972 t/m 29-07-1972 |
| Week                                   | 1                                      | 2                                      | 3                                      | 4                                      | 5                                      | 6                                      | 7                                      | 8                                      | 9                                      | 10                                     |                                        |
| -------------------------------------- | -------------------------------------- | -------------------------------------- | -------------------------------------- | -------------------------------------- | -------------------------------------- | -------------------------------------- | -------------------------------------- | -------------------------------------- | -------------------------------------- | -------------------------------------- | -------------------------------------- |
| Nummer                                 | 37                                     | 18                                     | 11                                     | 8                                      | 7                                      | 9                                      | 16                                     | 22                                     | 32                                     | 40                                     | uit                                    |

### Daverende Dertig
| Hitnotering: 03-06-1972 t/m 15-07-1972 | Hitnotering: 03-06-1972 t/m 15-07-1972 | Hitnotering: 03-06-1972 t/m 15-07-1972 | Hitnotering: 03-06-1972 t/m 15-07-1972 | Hitnotering: 03-06-1972 t/m 15-07-1972 | Hitnotering: 03-06-1972 t/m 15-07-1972 | Hitnotering: 03-06-1972 t/m 15-07-1972 | Hitnotering: 03-06-1972 t/m 15-07-1972 | Hitnotering: 03-06-1972 t/m 15-07-1972 |
| Week                                   | 1                                      | 2                                      | 3                                      | 4                                      | 5                                      | 6                                      | 7                                      |                                        |
| -------------------------------------- | -------------------------------------- | -------------------------------------- | -------------------------------------- | -------------------------------------- | -------------------------------------- | -------------------------------------- | -------------------------------------- | -------------------------------------- |
| Nummer                                 | 26                                     | 14                                     | 11                                     | 7                                      | 6                                      | 13                                     | 20                                     | uit                                    |

### NPO Radio 2 Top 2000
| Nummer met noteringen in de NPO Radio 2 Top 2000 | '00 | '01-'02 | '03  | '04  | '05  |
| ------------------------------------------------ | --- | ------- | ---- | ---- | ---- |
| Little Willy                                     | 613 | -       | 1525 | 1688 | 1739 |

1. ↑  Een '-' betekent dat het nummer niet was genoteerd en een vetgedrukt getal geeft de hoogste notering aan.
2. ↑  2000 was het eerste jaar met een notering voor dit nummer.
3. ↑  Deze tabel is bijgewerkt tot en met de laatste editie (2024).